# Набережний Назар Назарович

Наза́р Наза́рович На́бережний (2001—2024) — пластун, капітан Збройних сил України, учасник російсько-української війни, що відзначився у ході російського вторгнення в Україну. Герой України (посмертно).

## Життєпис
Народився 7 квітня 2001 в Черкасах. Вступив до Пласту в 2013 році. Пластову присягу склав у 2015 році. Спільно з друзями-пластунами долучався до організації та проведення молодіжних таборів «Козацький фарватер». Закінчив школу № 18 в Черкасах. Випускник Черкаського клубу юних моряків. Навчався в Національній академії сухопутних військ імені Гетьмана Петра Сагайдачного у Львові, де став офіцером. Командир штурмової роти, капітан. Брав участь у бойових діях 2022 року й отримав поранення. Після реабілітації одразу повернувся до своїх обов'язків.

## Загибель
Загинув при обороні Авдіївки. Під час виконання бойового завдання спільно з групою потрапив у ворожу пастку. Задля збереження життя побратимів дав наказ відступати, а сам до останнього залишався на позиціях та відбивав атаку ворога, внаслідок чого 29 січня 2024 року загинув поблизу Авдіївки Донецької області. Вважався зниклим безвісти поки не вдалося евакуювати його тіло.

## Нагороди
- Звання Герой України з удостоєнням ордена «Золота Зірка» (23 серпня 2024, посмертно) — за особисту мужність і героїзм, виявлені у захисті державного суверенітету та територіальної цілісності України, самовіддане служіння Українському народові[4];
- орден «За мужність» III ступеня;
- «За оборону України»;
- «За оборону Авдіївки».